# Tablilla de Ea-nasir

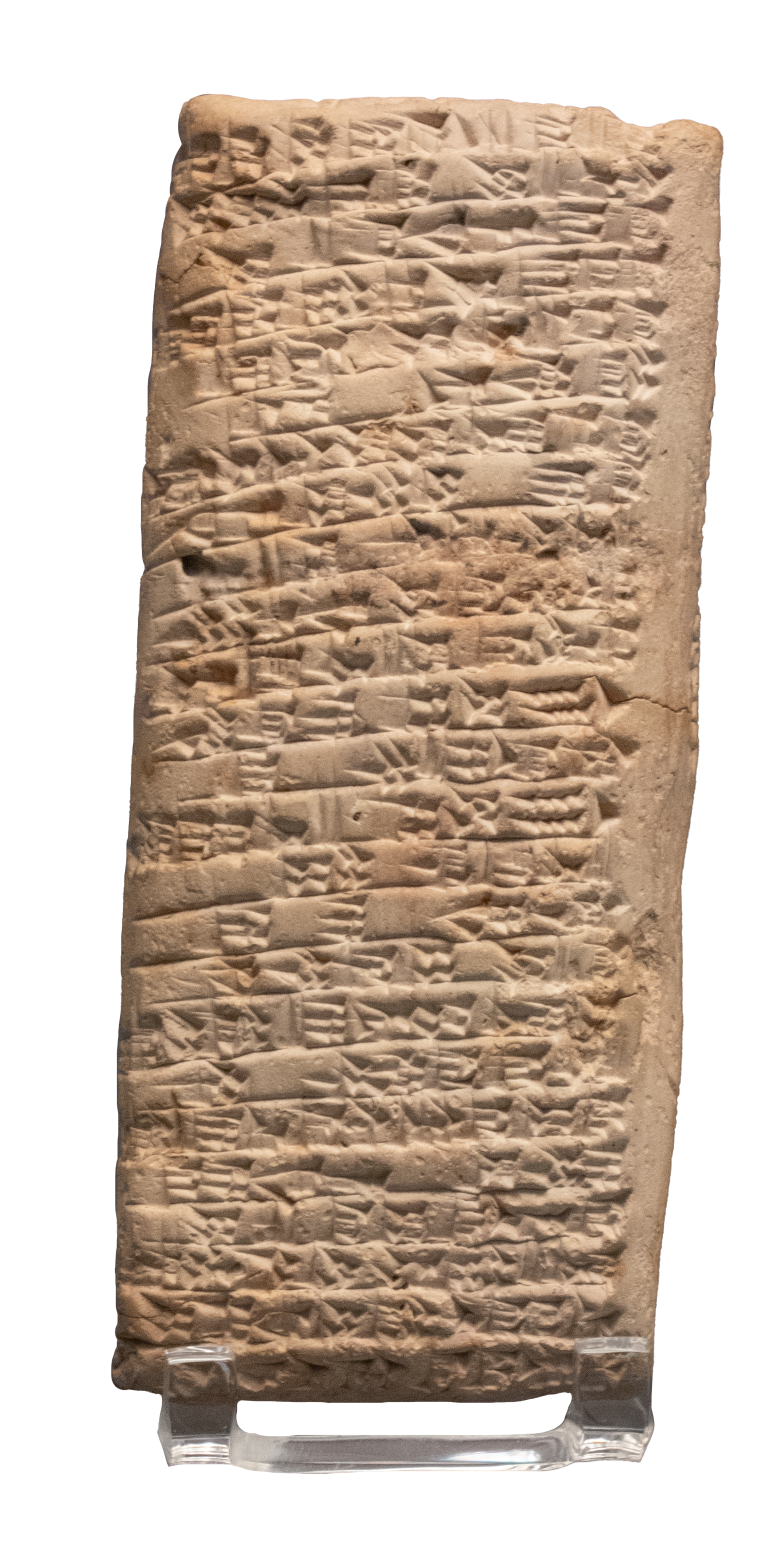
La tablilla en el Museo Británico

La tablilla de Ea-nasir es una pieza arqueológica mesopotámica considerada la reclamación escrita más antigua de la que se tiene registro. Datada hacia 1750 a. C., durante el Imperio paleobabilónico, es una tablilla de arcilla de 11.6 cm de alto, 5 cm de ancho y 2.6 cm de espesor grabada con escritura cuneiforme.
Contiene una queja de un hombre llamado Nanni enviada a Ea-nasir, un comerciante de Ur que mercadeaba con cobre en Dilmun. Nanni protesta por la mala calidad de los lingotes de cobre que le había vendido y el mal trato a su mensajero. El escrito fue hallado por Leonard Woolley en una excavación en la casa de Ea-nasir y se conserva en el Museo Británico.

## Traducción
La traducción al español hecha con IA desde el inglés es:
A Ea-nasir, Nanni envía el siguiente mensaje:
Cuando viniste, me dijiste lo siguiente: “Le daré a Gimil-Sin (cuando llegue) lingotes de cobre de buena calidad.” Te marchaste entonces, pero no cumpliste lo que me prometiste.
Pusiste delante de mi mensajero (Sit-Sin) lingotes que no eran buenos y dijiste: “Si quieres tomarlos, tómalo; si no los quieres, vete.” ¿Qué te crees que soy para tratarme con tal desprecio?
He enviado como mensajeros a hombres de nuestra misma condición para recoger la bolsa con mi dinero (depositado contigo), pero los has tratado con desdén y los has enviado de vuelta con las manos vacías en repetidas ocasiones, y eso a través de territorio enemigo. ¿Acaso hay algún otro comerciante que comercie con Telmun que me haya tratado así? ¡Solo tú tratas a mi mensajero con desprecio!
Por esa única (insignificante) mina de plata que (se supone) te debo, te permites hablarme de esa manera, cuando en tu nombre he entregado al palacio 1.080 libras de cobre, y Umi-abum ha entregado igualmente 1.080 libras de cobre, sin contar lo que ambos hemos hecho registrar en una tablilla sellada que se guarda en el templo de Samas.
¿Cómo me has tratado por ese cobre? Has retenido mi bolsa de dinero en territorio enemigo; ahora es tu responsabilidad devolvérmelo íntegramente.
Toma nota de que, de ahora en adelante, no aceptaré ningún cobre de tu parte que no sea de buena calidad. A partir de ahora, seleccionaré y recogeré los lingotes uno por uno en mi propio patio, y ejerceré mi derecho de rechazo contra ti porque me has tratado con desprecio.